# Этнопедагогика
Этнопедагогика — наука, предметом изучения которой является народная педагогика как традиционная практика воспитания и обучения, исторически сложившаяся у различных этносов.
В русскоязычных странах термин введён и популяризирован академиком АПН СССР Г. Н. Волковым. Международная научно-практическая конференция "Становление этнопедагогики как отрасли педагогической науки" была проведена в Москве в 2003 году и показала интенсивное развитие этнопедагогических исследований в многонациональной психоисторической России, СНГ и ряде стран мира.

## Задачи
- выявление этнической специфики народной педагогики в традиционных культурах различных этносов;
- поиск закономерностей становления и развития традиционной педагогической культуры народных масс под воздействием социальных, экономических и других факторов;
- способы отражения и функционирования в современной воспитательной практике педагогических воззрений и опыта предыдущих поколений;
- самобытность и уникальную целостность этнопедагогической культуры в отношении Детства и воспитания, празднично-игровой культуры[3] и др.
- поиск путей использования прогрессивного народнопедагогического наследия в условиях современной системы образования.

Опыт этнопедагогики используется для воспитания экоориентированного типа личности через сбор и изучение информации о традиционной культуре народов в одном из подразделов экологии, получившем название этноэкология (в западной литературе — экологическая антропология).

## Ссылка
- УМК по Этнопедагогике
- Этнопедагогика и смежные дисциплины на inter-pedagogika.ru Архивная копия от 10 октября 2006 на Wayback Machine